# Eucelatoria armigera
Eucelatoria armigera là một loài ruồi trong họ Tachinidae.